# Liubimivka (Kajovka)
Liubimivka (en ucraniano: Любимівка, romanizado: Liubymivka; en ruso: Любимовка, romanizado: Liubimovka) es un pueblo ucraniano perteneciente al óblast de Jersón. Situado en el sur del país, forma parte del raión de Kajovka y del municipio (hromada) de Liubimivka.
El asentamiento se encuentra ocupado por Rusia desde febrero de 2022 en el marco de la invasión rusa de Ucrania.

## Geografía
Liubimivka está adyacente a la ciudad de Kajovka, en la margen izquierda del río Dniéper, que está represado allí creando el embalse de Kajovka. También está 95 km al este de Jersón.   

## Historia
Liubimivka fue fundado 7 de septiembre de 1804 por inmigrantes de los pueblos de Koplinka y Golmi (gobernación de Poltava) y luego por siervos de la gobernación de Chernígiv y de las gobernaciones de Oriol y Vorónezh.
Durante la guerra civil rusa, Liubimivka fue ocupada primero por tropas alemanas para la República Popular de Ucrania, luego por el Ejército Rojo en febrero de 1919, el Ejército Blanco y por último, de nuevo los bolcheviques.
La primera granja colectiva en Liubimivka se creó en la primavera de 1925. Las represiones de la década de 1930 tuvieron un impacto particularmente fuerte en los residentes de la comunidad de Liubimivka, además de que varios cientos de personas murieron y muchos cientos se encontraban en estado físico grave en el Holodomor. En 1935, el analfabetismo y la baja alfabetización fueron declarados eliminados en el pueblo.
En la Segunda Guerra Mundial, Liubimivka fue ocupada por los nazis del 4 de septiembre de 1941 hasta el 30 de octubre de 1943. Pero durante la ocupación, había más rumanos que alemanes en Liubimivka, y los ocupantes no torturaron masivamente a los aldeanos. Alrededor de ochocientos hombres y mujeres jóvenes fueron llevados a la fuerza a Alemania, Holanda y Francia para realizar trabajos forzados en este tiempo. En 1941-1942, los alemanes y la policía establecieron un campo temporal para prisioneros de guerra en el territorio de la escuela de siete años, donde los prisioneros fueron fusilados y torturados.
Liubimivka obtuvo el estatus de asentamiento de tipo urbano el 5 de julio de 2006.
Hasta el 18 de julio de 2020, Liubimivka fue parte del raión de Chaplinka. El raión se abolió en julio de 2020 como parte de la reforma administrativa de Ucrania, que redujo el número de rayones del óblast de Jersón a cinco. El área del raión de Chaplinka se fusionó con el raión de Kajovka.En 2023, Liubimivka perdió el estatus de asentamiento de tipo urbano debido a la eliminación de este estatus administrativo.
El asentamiento lleva ocupado por Rusia el 28 de febrero de 2022 en el marco de la invasión rusa de Ucrania.

## Demografía
La evolución de la población de Liubimivka entre 2011 y 2022 fue la siguiente:
| 5631                                                          | 5615 | 5678 | 5611 | 5449 |
| (Fuente: Cities & Towns of Ukraine y UKRAINE: Größere Städte) |      |      |      |      |

Según el censo de 2001, la lengua materna de la mayoría de los habitantes, el 90,56%, es el ucraniano; del 7,59% es el ruso y el romaní del 1,36%.

## Infraestructura

### Transporte
Liubimivka tiene acceso a la autopista M14 que conecta Jersón con Melitópol. La estación de tren de Zapovitne está a unos 5 kilómetros al sur del asentamiento, en la línea que conecta Mikolaiv a través de Snijurivka y Nueva Kajovka con Melitópol. Hay poco tráfico de pasajeros.  